# Spielstärke
Die Spielstärke ist eine Zahl oder ein anderes Element einer geordneten Menge, mit dem die Fähigkeit eines Spielers beschrieben wird, gegen andere Spieler zu gewinnen. Der Begriff wird häufig bei Strategiespielen eingesetzt.

## Allgemeines
Bei vielen Strategiespielen und Einrichtungen (Verbände, Spielserver, …) wird ein System eingesetzt, das weitgehend dem der Elo-Zahl entspricht. Die so ermittelten Zahlen sind jedoch nicht ohne weiteres vergleichbar, da die Parameter, die zur Berechnung der Spielstärke beitragen, häufig verschieden gewählt werden.

## Go
Es gibt drei Klassen von Spielstärken: Schülergrade (Kyū), Meistergrade (Dan) und Profigrade (auch Dan). Ein absoluter Anfänger hat die Spielstärke »30. Kyu«. Mit zunehmender Spielstärke sinkt der Kyu-Grad bis auf den »1. Kyu«, was einem guten Vereinsspieler entspricht. Spieler, die stärker sind, werden als »1. Dan« bezeichnet. Diese Skala geht bis zum »6. Dan«, manchmal auch bis zum »7. Dan«. Für Go-Profis gibt es eine eigene Skala, die vom »1. Dan« bis zum »9. Dan« geht.

## Schach
Auf internationaler Ebene wird die Spielstärke im Schach mit der Elo-Zahl ausgedrückt. Anfänger haben eine Spielstärke von etwa 700 Elo, derzeitige Spitzenspieler liegen bei über 2700 Elo.
In Deutschland ist die Deutsche Wertungszahl (DWZ) verbreitet, die ähnlich funktioniert wie die Elo-Zahl.